# Karditsa
Karditsa je město ve vnitrozemí Řecka, ležící 60 km jihozápadně od Larisy, hlavního města Thesálie. Město má 38 554 obyvatel a je střediskem stejnojmenné regionální jednotky. Nachází se v úrodné nížině podél řeky Péneios, kde se pěstuje obilí, réva vinná a bavlník, významný je i chov dobytka. Prochází jím národní silnice EO 30.

## Historie
Doklady o osídlení kraje pocházejí již z 9. tisíciletí př. n. l., nebyla tu však žádná velká města. Z doby osmanské nadvlády pochází zmínka o tom, že na místě současného města ležela obec Sotiri, v níž žili převážně Karaguni. V roce 1881 získalo Thesálii Řecko a o rok později bylo oficiálně založeno město Karditsa. O původu názvu jsou dvě teorie: podle jedné je odvozen od slova kardia (srdce), protože leží v geografickém srdci země, podle druhé pochází ze slovanského gradica (ohrazené místo, pevnost). 12. března 1943 Karditsu obsadili příslušníci hnutí ELAS a stala se tak prvním osvobozeným městem v okupované Evropě.

## Moderní život
Karditsa je známá výrobou jízdních kol a hustou sítí cyklostezek, město je v Řecku oceňováno za svoji podporu ekologické dopravy. K rekreaci slouží nedaleká Plastirasova přehrada. V Karditse sídlí veterinární fakulta Thesalské univerzity a fotbalový klub Anagennisi Karditsa.

## Městské části
- Agiopigi
- Artesiano
- Karditsa
- Karditsomagoula
- Palioklissi
- Rousso

## Rodáci
- Nikolaos Plastiras — generál a předseda vlády
- Georgios Karaiskakis — bojovník za nezávislost Řecka
- Lambros Papakostas — skokan do výšky